# توم ماكمانوس
توم ماكمانوس (بالإنجليزية: Tom McManus)‏ هو لاعب كرة قدم أمريكية أمريكي، ولد في 30 يوليو 1970 في بوفالو غروف في الولايات المتحدة.

## وصلات خارجية
- توم ماكمانوس على موقع مرجع كرة القدم المحترفة.كوم (الإنجليزية)